# Колонна, Массимо
Массимо Колонна (итал. Massimo Colonna, 1986, Скандиано, Италия) — итальянский цифровой художник и фотограф. Известен своими иллюстрациями на грани минимализма и сюрреализма.

## Биография
В 5 лет Массимо сделал свои первые фотографии семейного портрета, а в 2003 году серьезно увлёкся цифровой и аналоговой фотографией. Последние 12 лет он работает пост-продюсером и ретуширует изображения интерьера. Его призрачные пейзажи, сюрреалистические портреты и натюрморты характеризуют его как художника, который играет между реальностью и воображением.
Его современный стиль сформировался после работы в фотостудии.

Я начал использовать 3D, чтобы изобретать новые места. Они не существуют или их невозможно посетить, но теперь у меня есть возможность их фотографировать.Оригинальный текст (англ.)For some time, I started to use the 3D to create and invent new places – places that do not exist, or that would be impossible to visit.

## Работы
- В 2019 году Массимо специально для магазина и журнала The Cool Hunter сделал серию иллюстраций «Бассейн» (Pool). Он представил публике три изображения, вдохновленных шикарным гламуром, запечатленным легендарным фотографом Слимом Ааронсом с 50-х по 80-е годы. Правда, Массимо убирает со своих работ всех людей, оставляя лишь напоминание, что они недавно здесь были — надувные шары, круги и матрацы.[3]
- В августе 2018 Массимо создал серию из четырех цифровых изображений архитектурных пространств под открытым небом с названием «Многообразный» (Ambiguous). Главными героями стали чёрная кошка, лестница в небо, статуя и даже бельё на верёвке. Художник применил визуальный эффект, при котором часть объекта выходила за пределы нашего зрения, а другая часть заходила в другом месте. Замысел и название, по словам художника, заключается в том, что работа открыта для множества интерпретаций.[4][5] Массимо в своей работе повторил минимальную абсолютную простоту художников-модернистов 40-х и 50-х годов, добавив в них от себя немного сюрреализма.[6] Иллюстрации созданы с помощью программы Photoshop.[7]
- В мае 2018 Массимо создал серию «(Не)гравитация» ((non) Gravità), вдохновленную такими зданиями, как «Дом и студия» Луиса Баррагана и «La Muralla Roja» Рикардо Бофилла.[8] На 4 работах были изображены воздушный шар, который свободно чувствует себя в воздухе, но не улетает в небо; пластиковый пакет, аккуратно поддерживаемый ветром; зависший в воздухе баскетбольный мяч и два бумажных самолета, так же как и всё остальное, находящиеся то ли в полёте, то ли в состоянии, когда время остановилось.[9] Как отметил сам художник: «Объекты увековечены, когда они не тяготеют».[10] Одна работа из этой серии, изображающая воздушный шарик, попала в августе на обложку журнала Oryx.[11]
- В мае 2018 итальянский художник сделал серию работ о путешествии в Японию. Не изменяя своему стилю, он нашёл в переполненном Токио спокойные места и сфотографировал безмятежных японцев.[12]
- В 2017 году Массимо совместно с Мартиной Мальвенте принял участие в конкурсе, проводимом итальянским производителем керамики Cerasarda. Они создали серию мебельных аксессуаров «Маяк», используя концепцию «трансформирующейся архитектуры». Взяв за основу цилиндрические формы и плоские диски, они совместили их так, чтобы визуально предмет напоминал очертания маяка.[13]